# Puchar Norwegii w piłce siatkowej mężczyzn (2017/2018)
Puchar Norwegii w piłce siatkowej mężczyzn 2017/2018 (oficjalnie: Norgesmesterskap i volleyball 2017/2018) – rozgrywki o siatkarski Puchar Norwegii i tytuł mistrza Norwegii rozegrane w dniach od 23 września 2017 roku do 13 stycznia 2018 roku.
Rozgrywki składały się z rundy kwalifikacyjnej, 1/16 finału, 1/8 finału, ćwierćfinałów, półfinałów i finału. Finał odbył się w Ekeberghallen w Oslo.
Po raz dziewiąty Puchar Norwegii zdobyła drużyna TIF Viking Bergen, pokonując w finale BK Tromsø.

## System rozgrywek
Rozgrywki składały się z rundy kwalifikacyjnej, 1/16 finału, 1/8 finału, ćwierćfinałów, półfinałów i finału.
W rundzie kwalifikacyjnej drużyny z niższych lig niż 1. divisjon rywalizowały w turniejach regionalnych.
W 1/16 finału do rozgrywek dołączyły zespoły z 1. divisjon, natomiast w 1/8 finału - zespoły z Mizunoligaen.
Ćwierćfinały i półfinały rozgrywane były w formie dwumeczu. W przypadku gdy drużyny po dwumeczu zdobyły taką samą liczbę punktów, rozgrywany był złoty set do 15 punktów. Mecze punktowe były według klucza: 3:0, 3:1 - 3 punkty, 3:2 - 2 punkty, 2:3 - 1 punkt, 1:3, 0:3 - 0 punktów.
Finał rozegrany został w formie jednego meczu.

## Drużyny uczestniczące
Poniższe zestawienie przedstawia listę klubów uczestniczących w Pucharze Norwegii od 1/8 finału.
| Mizunoligaen 7 drużyn | Mizunoligaen 7 drużyn |
| --------------------- | --------------------- |
| BK Tromsø             | finał                 |
| Førde VBK             | półfinał              |
| IL Koll               | ćwierćfinał           |
| NTNUI                 | ćwierćfinał           |
| Randaberg IL          | półfinał              |
| Stod IL               | ćwierćfinał           |
| TIF Viking Bergen     | zwycięstwo            |

| 1. divisjon 3 drużyny | 1. divisjon 3 drużyny |
| --------------------- | --------------------- |
| Molde VBK             | 1/8 finału            |
| OSI                   | 1/8 finału            |
| Sotra VBK             | 1/8 finału            |

| 2. divisjon 4 drużyny | 2. divisjon 4 drużyny |
| --------------------- | --------------------- |
| Dristug IL            | ćwierćfinał           |
| Egersund VBK          | 1/8 finału            |
| Finnsnes VBK          | 1/8 finału            |
| TBK                   | 1/8 finału            |

## 1/8 finału
| Data       | Drużyna 1    |     | Drużyna 2         | Sety                                |
| ---------- | ------------ | --- | ----------------- | ----------------------------------- |
| 29.10.2017 | OSI          | 2:3 | IL Koll           | (25:19, 15:25, 25:14, 21:25, 11:15) |
| 25.10.2017 | Sotra VBK    | 0:3 | TIF Viking Bergen | (26:28, 13:25, 20:25)               |
| 02.11.2017 | TBK          | 0:3 | NTNUI             | ( )                                 |
| 17.10.2017 | Egersund VBK | 0:3 | Randaberg IL      | (11:25, 18:25, 11:25)               |
| 28.10.2017 | Molde VBK    | 0:3 | Stod IL           | (19:25, 16:25, 13:25)               |
| 30.10.2017 | Finnsnes VBK | 0:3 | BK Tromsø         | (21:25, 18:25, 8:25)                |

## Ćwierćfinały
| Data       | Drużyna 1         |     | Drużyna 2    | Sety                                |
| ---------- | ----------------- | --- | ------------ | ----------------------------------- |
| 12.11.2017 | IL Koll           | 0:3 | Førde VBK    | (24:26, 15:25, 23:25)               |
| 18.11.2017 | IL Koll           | 3:2 | Førde VBK    | (25:19, 19:25, 25:22, 22:25, 15:13) |
| 12.11.2017 | TIF Viking Bergen | 3:1 | Dristug IL   | (22:25, 25:14, 26:24, 25:22)        |
| 19.11.2017 | TIF Viking Bergen | 3:1 | Dristug IL   | (25:19, 25:19, 23:25, 25:17)        |
| 18.11.2017 | NTNUI             | 0:3 | Randaberg IL | (22:25, 19:25, 23:25)               |
| 19.11.2017 | NTNUI             | 0:3 | Randaberg IL | (23:25, 12:25, 22:25)               |
| 12.11.2017 | Stod IL           | 0:3 | BK Tromsø    | (21:25, 22:25, 23:25)               |
| 19.11.2017 | Stod IL           | 1:3 | BK Tromsø    | (21:25, 25:22, 16:25, 17:25)        |

## Półfinały
| Data       | Drużyna 1    |       | Drużyna 2         | Sety                                |
| ---------- | ------------ | ----- | ----------------- | ----------------------------------- |
| 02.12.2017 | Førde VBK    | 3:1   | TIF Viking Bergen | (25:20, 15:25, 25:16, 29:27)        |
| 09.12.2017 | Førde VBK    | 0:3   | TIF Viking Bergen | (13:25, 24:26, 20:25)               |
| Złoty set: | Złoty set:   | 18:20 |                   |                                     |
| 02.12.2017 | Randaberg IL | 3:2   | BK Tromsø         | (22:25, 19:25, 27:25, 25:21, 15:12) |
| 09.12.2017 | Randaberg IL | 2:3   | BK Tromsø         | (22:25, 25:20, 23:25, 25:20, 11:15) |
| Złoty set: | Złoty set:   | 9:15  |                   |                                     |

## Finał
| Data       | Drużyna 1         |     | Drużyna 2 | Sety                         |
| ---------- | ----------------- | --- | --------- | ---------------------------- |
| 13.01.2018 | TIF Viking Bergen | 3:1 | BK Tromsø | (19:25, 25:12, 25:19, 25:22) |